# Винтовка Мурата
Винтовка Мурата (村田銃, Murata jū) — первая разработанная и производившаяся в Японии армейская винтовка, принятой на вооружение в 1880 году как однозарядная винтовка Тип 13 системы Мурата. 13 указывала год принятия на вооружение, 13 год в период Мэйдзи по японскому календарю.

## Разработка
Разработка оружия была длительной, так как она включала создание адекватной промышленной структуры для его производства, которой до этого в Японии не было. До начала производства собственного нарезного оружия, императорская армия Японии со времен войны Босин использовала различные импортные винтовки, особенно французскую Шасспо, британскую Снайдер-Энфилд, немецкую винтовку Маузер и рычажную винтовку Спенсера. Это происходило примерно через 300 лет после того, как Япония разработала свои первые ружья, созданные на основе португальских фитильных мушкетов, танэгасима или «нанбанские пушки».
Боевой опыт войны Боcин подчеркнул необходимость принятия на вооружение армейской винтовки единого образца, а японские военные заинтересовались дизайном металлического патрона французской винтовки Гра. Винтовка была разработана майором Цунэёси Муратой, майором пехоты в императорской армии Японии, участником войны Босин и посетившим ряд стран Европы. Принятая в тринадцатый год правления императора Мэйдзи, винтовка получила обозначение Тип 13 и была запущена в производство как 11-миллиметровая однозарядная винтовка с продольно-скользящим затвором Тип 13 в 1880 году.
Поверхностные улучшения, такие как компоненты, проушины для крепления штыка и незначительные конфигурации, привели к переобозначению винтовки Тип 13 в Типа 18 в 1885 году. Дальнейшие модификации в виде трубчатых и коробчатых магазинов привели к винтовке Тип 22, которая использовала трубчатый магазин и калибр которой был уменьшен до 8 мм. Тип 22 была первой японской винтовкой, которая использовала бездымный порох и поступила на военную службу в 1889 году.
Для винтовок было изготовлено три модели штыков: Тип 13 и Тип 18, которые использовались с однозарядными вариантами, и Тип 22, которые были совместимы с многозарядными вариантами.

## Боевое применение
Винтовка Мурата была основным пехотным оружием Императорской японской армии во время Первой японо-китайской войны (1894—1895) и во время Боксёрского восстания. Японские военные быстро осознали, что конструкция даже улучшенной версии винтовки Мурата Тип 22 имела много технических проблем и недостатков. Так, некоторые части Цинской армии были вооружены передовыми винтовками, такими, как Gewehr 88, превосходившие Мурату по всем параметрам. После боевого опыта Первой японо- китайской войны было принято решение заменить её на винтовку Арисака Тип 30, разработанную в 1898 году и в которой использовался более современный бездымный порох. Винтовка хорошо показала себя в различных условиях и на местности. Однако из-за недостаточно быстрого развёртывания производства нового оружия многие из резервных пехотных частей, отправленных на передовые рубежи на последних этапах русско-японской войны 1904—1905 годов, по-прежнему были оснащены винтовкой Мурата Тип 22. Тип 22 также продолжала использоваться на самых ранних этапах Первой мировой войны, хотя и в очень небольшом количестве. После 1918 года винтовка Мурата была изъята, и многие старые винтовки были проданы на гражданский рынок в качестве охотничьего оружия, в качестве которого они по-прежнему используются в 21-м веке.
Филиппинские революционеры искали возможности приобретения оружия, и обычно им предлагали винтовку Мурата из Японии. Оружие приобреталось путем контрабанды оружия в рамках предполагаемого займа. Тем не менее, нет четких исторических данных о какой-либо успешной контрабанде оружия филиппинцам. Были некоторые признаки того, что неназванные лица были арестованы по подозрению в попытке получить их из Японии.
Андрес Бонифасио хотел вооружить винтовками Мурата повстанцев Катипунан, чтобы иметь возможность противостоять огневой мощи испанских и колониальных войск на Филиппинах.

## Варианты
- Тип 13 (1880) — модель — прототип калибра 11×60. Однозарядная винтовка с продольно — скользящим затвором.
- Тип 16 (1883) — карабин, в устройстве полностью копирует Тип 13.
- Тип 18 (1885) — финальная модель, улучшена эргономика и механика. Калибр 11×60 мм.[10]
- Тип 22 (1889) — магазинная винтовка под уменьшенный калибр 8×53. Магазин подствольный, восьмизарядный.[10]
- Тип 22 (карабин) — карабин, подствольный магазин ёмкостью пять патронов.
- Гражданские модели (различные) — в основном списанные Тип 13 и Тип 18, переделывавшиеся в дробовики путём удаления крепления для штыка и нарезов в стволе. Частым явлением было удаление приклада, хотя некоторые гражданские версии сохранили аутентичный вид и устройство.

## Пользователи
- Японская империя[5]
- Китайская республика: Винтовки Тип 13 использовались армиями некоторых военачальников, например Фэнтяньской армией.[11]
- Манчжоу-Го: Использовалась войсками второй линии[12]